# Tanytarsus amazonicus
Tanytarsus amazonicus är en tvåvingeart som beskrevs av Sanseverino och Ernst Josef Fittkau 2006. Tanytarsus amazonicus ingår i släktet Tanytarsus och familjen fjädermyggor. Inga underarter finns listade i Catalogue of Life.